# Atlantic Chambers

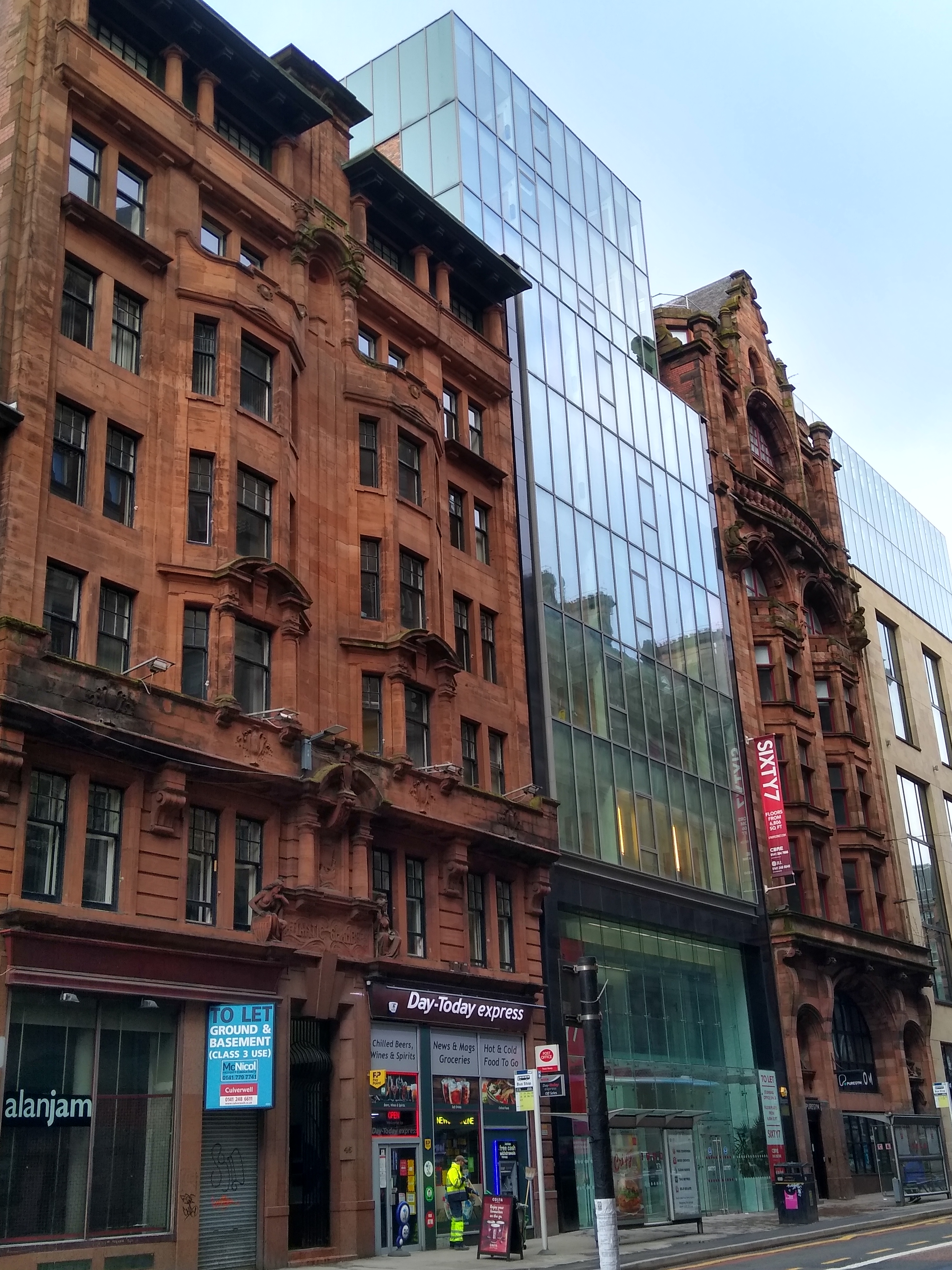
Die Atlantic Chambers in der linken Bildhälfte

Die Atlantic Chambers sind ein Geschäftsgebäude in der schottischen Stadt Glasgow. 1970 wurde das Bauwerk als Einzeldenkmal in die schottischen Denkmallisten zunächst in der Kategorie B aufgenommen. Die Hochstufung in die höchste Denkmalkategorie A erfolgte 1988.

## Geschichte
Das Gebäude wurde zwischen 1899 und 1901 erbaut. Den Entwurf lieferte der schottische Architekt John James Burnet. Für die skulpturale Ausgestaltung zeichnen McGilvray & Ferris verantwortlich.

## Beschreibung
Das siebenstöckige Gebäude steht an der Hope Street gegenüber dem Bahnhof Glasgow Central. Seine ostexponierte Hauptfassade ist vier Achsen weit. Ebenerdig sind moderne Ladengeschäfte mit flächigen Schaufenster eingerichtet. Oberhalb des zentralen Eingangsportals tritt eine reich ornamentierte Ädikula mit toskanischen Säulen, gebrochenem Segmentbogengiebel und flankierenden Skulpturen heraus. Darüber erhebt sich eine geflügelte Figur. Eine weitere Ädikula findet sich auf Höhe des vierten Obergeschosses. Zwischen beiden verlaufen schmale, kolossale Pilaster, die sich oberhalb zu einem gestuften Pilaster vereinen.
Oberhalb des Erdgeschosses ist ein massiver Balkon auf reliefierten Konsolen gelagert. Auf den inneren Achsen treten von dem Balkon dreistöckige, abgekantete Erker heraus. Sie schließen mit Brüstungen ab. Ihre untersten Fenster sind als Ädikulä mit gesprengten Giebeln gestaltet. Im sechsten Obergeschoss tritt ein weiterer massiver Balkon heraus. Auf ihm ruhen toskanische Säulen, welche das ausladende Kranzgesims tragen.